# MHV
MHV – nieistniejąca już węgierska rockowa grupa muzyczna. Grupa została założona w 1989 roku, a jej nazwa pochodzi od nazwisk założycieli: Jánosa Menyhárta, Sándora Homonyika i Gyuli Vikidála. Grupa nagrała trzy albumy, z czego drugi, wydany w 1991 album pt. In The USA, zajął drugie miejsce na liście Top 40 album- és válogatáslemez-lista. Grupa rozpadła się w 1995 roku.

## Dyskografia
- Ébresztő (1989)
- In The USA (1991)
- Bölcsőtől a sírig (1995)

## Członkowie zespołu
- Sándor Homonyik – wokal
- János Menyhárt – gitara, perkusja
- Gyula Vikidál – wokal